# Janakkala
Janakkala är en kommun i landskapet Egentliga Tavastland i Finland. Janakkala har 16 340 invånare och har en yta på 586,07 km².
Janakkala är en enspråkigt finsk kommun.

## Historia

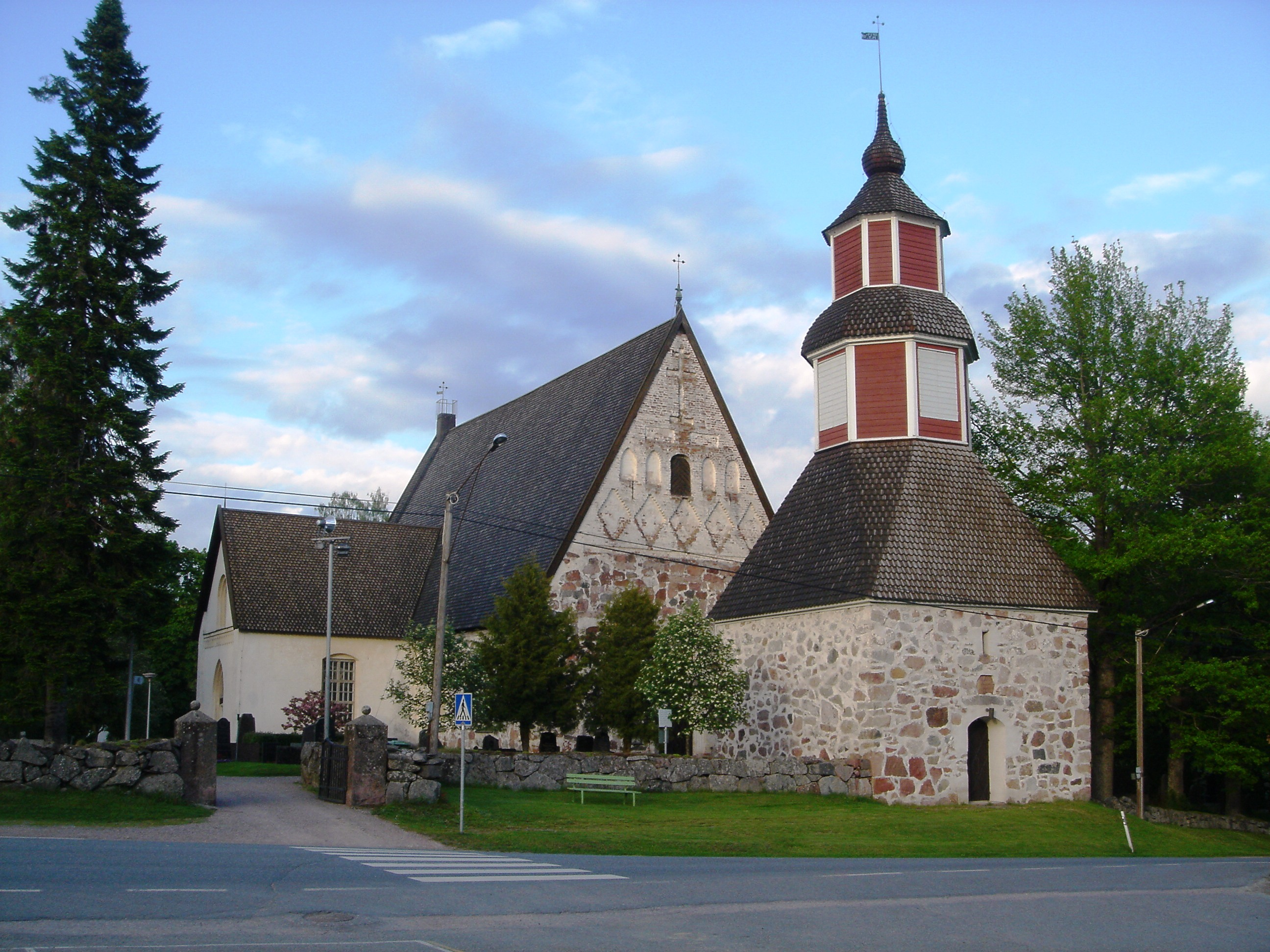
Janakkala kyrka

Janakkala avskildes från Vånå som en egen kyrksocken möjligen kring år 1400. Den nämns första gången år 1431. Loppis kapell under Janakkala har tydligen bildats kring år 1500 och nämns första gången år 1549.
Janakkala grundades 1866. Janakkala stenkyrka har ett långhus som härstammar från medeltiden. Byggnaden byggdes om genomgripande 1839-1849, då korsramar tillkom och sakristia och vapenhus revs. Bland inventarierna märks ett stort antal medeltida skulpturer.

### Administrativ historik
Janakkala tillhörde Södra Finlands län innan länen avskaffades 1 januari 2009. Södra Finlands län hade i sin tur bildats den 1 september 1998 och Janakkala kommun tillfördes då från det avskaffade Tavastehus län.
1 januari 2000 överfördes ett område med 2 invånare till Loppis kommun.

## Tätorter
| Nr | Tätort                           | Folkmängd |
| -- | -------------------------------- | --------- |
| 1  | Turengi                          | 7 735     |
| 2  | Tervakoski                       | 4 183     |
| 3  | Leppäkoski                       | 327       |
| 4  | Alikartano                       | 275       |
| 5  | Janakkala kyrkoby                | 270       |
| 5  | Tavastehus centraltätort, del av | 32        |

Tätorter den 31 december 2013. Tätortsgraden i kommunen var 76,8 %. Centralorten är i fet stil.

## Styre och politik

### Mandatfördelning i Janakkala kommun, valen 1976–2021
| 7 | 18 | 8 |  |  | 8 |

| 6 | 18 | 9 |  | 9 |

| 4 | 14 |  |  | 7 | 8 |

| 4 | 15 |  | 8 | 7 |

| 6 | 18 | 2 | 8 |  | 8 |

| 5 | 17 | 2 | 10 |  | 8 |

| 4 | 17 | 3 | 10 | 2 | 7 |

| 5 | 17 | 3 | 10 |  | 7 |

| 23 | 20 |

| 5 | 13 | 3 |  | 10 |  | 10 |

| 24 | 19 |

| 4 | 12 | 3 | 6 | 9 |  | 8 |

| 27 | 16 |

| 3 | 10 | 3 | 3 | 8 |  | 5 |

| 21 | 12 |

|  | 9 | 3 | 6 | 6 | 2 | 6 |

| 20 | 13 |

### Vänorter
Janakkala har en vänort:
- Kadrina, Estland

## Demografi

### Befolkningsutveckling
| Befolkningsutvecklingen i Janakkala kommun 1975–2020                                                         | Befolkningsutvecklingen i Janakkala kommun 1975–2020 | Befolkningsutvecklingen i Janakkala kommun 1975–2020 | Befolkningsutvecklingen i Janakkala kommun 1975–2020 | Befolkningsutvecklingen i Janakkala kommun 1975–2020 |
| --- | ---------------------------------------------------- | ---------------------------------------------------- | ---------------------------------------------------- | ---------------------------------------------------- |
| |                                                      |                                                      |                                                      |                                                      |
| År |                                                      |                                                      | Folkmängd                                            |                                                      |
| 1975 | 1975                                                 |                                                      | 15 324                                               |                                                      |
| 1980 | 1980                                                 |                                                      | 15 160                                               |                                                      |
| 1985 | 1985                                                 |                                                      | 14 843                                               |                                                      |
| 1990 | 1990                                                 |                                                      | 15 301                                               |                                                      |
| 1995 | 1995                                                 |                                                      | 15 462                                               |                                                      |
| 2000 | 2000                                                 |                                                      | 15 419                                               |                                                      |
| 2005 | 2005                                                 |                                                      | 15 871                                               |                                                      |
| 2010 | 2010                                                 |                                                      | 16 892                                               |                                                      |
| 2015 | 2015                                                 |                                                      | 16 853                                               |                                                      |
| 2020 | 2020                                                 |                                                      | 16 237                                               |                                                      |
| Anm: Uppgifterna avser förhållandena den 31 december nämnda år enligt områdesindelningen den 1 januari 2022. |                                                      |                                                      |                                                      |                                                      |

### Språk
Befolkningen efter språk (modersmål) den 31 december 2022. Finska, svenska och samiska räknas som inhemska språk då de har officiell status i landet. Resten av språken räknas som främmande. För språk med färre än 10 talare är siffran dold av Statistikcentralen på grund av sekretesskäl.
| Språk                        | Talare 2022-12-31 | Talare 2022-12-31 |
| Språk                        | Antal             | Andel (%)         |
| ---------------------------- | ----------------- | ----------------- |
| Hela befolkningen            | 16 280            | 100,0             |
| Inhemska språk totalt        | 15 732            | 96,6              |
| Finska                       | 15 664            | 96,2              |
| Svenska                      | 68                | 0,4               |
| Främmande språk totalt       | 548               | 3,4               |
| Estniska                     | 116               | 0,7               |
| Ryska                        | 50                | 0,3               |
| Swahili                      | 48                | 0,3               |
| Thailändska                  | 41                | 0,3               |
| Polska                       | 39                | 0,2               |
| Engelska                     | 32                | 0,2               |
| Arabiska                     | 29                | 0,2               |
| Kinyarwanda                  | 24                | 0,1               |
| Turkiska                     | 24                | 0,1               |
| Tigrinska                    | 21                | 0,1               |
| Språk med färre än 10 talare | 124               | 0,8               |

|  | Finska (96,2 %) |

|  | Svenska (0,4 %) |

|  | Främmande språk (3,4 %) |

|  | Finska (96,2 %) |

|  | Svenska (0,4 %) |

|  | Främmande språk (3,4 %) |

## Personer från Janakkala
Axel Gabriel Sjöström (1794-1846), vitterhetsidkare och översättare